# Saša Dujović
Saša Dujović (en serbe cyrillique : Саша Дујовић ; né le 19 août 1966 à Belgrade et mort le 30 juillet 2021) est un homme politique serbe. Il est président du Mouvement des vétérans et député à l'Assemblée nationale de la République de Serbie.

## Parcours
Lors des élections législatives serbes de 2012, Saša Dujović figure sur la liste de la coalition emmenée par Ivica Dačić et notamment constituée du Parti socialiste de Serbie (SPS), du Parti des retraités unis de Serbie (PUPS) et de Serbie unie (JS), ce qui lui vaut de devenir député à l'Assemblée nationale de la République de Serbie.
À l'assemblée, il est inscrit au groupe parlementaire du SPS. Il participe aux travaux de la Commission du travail, des problèmes sociaux, de l'intégration sociale et de la réduction de la pauvreté et à ceux de la Commission de l'agriculture, de la forêt et de la gestion de l'eau ; en tant que membre suppléant, il participe aussi à ceux de la Commission de la diaspora et des Serbes de la région et à ceux de la Commission du Kosovo et Métochie.

## Mort
Le 30 juillet 2021, il est retrouvé mort dans son appartement, l'enquête détermine qu'il s'agit d'un suicide.